# Paprzyce
Paprzyce (kaszb. Paprzëce, niem. Papritzfelde) – osada w Polsce położona w województwie pomorskim, w powiecie słupskim, w gminie Damnica w odległości 11 kilometrów na wschód od Słupska. Wieś jest częścią składową sołectwa Sąborze.
W centrum wsi znajduje się boisko do siatkówki plażowejoraz boisko do gry w piłkę nożną.
W latach 1975–1998 miejscowość administracyjnie należała do województwa słupskiego.

## Nazwa
Nazwa ma pochodzenie słowiańskie i charakter patronimiczny. Powstała przez dodanie do nazwy osobowej Paprzyc formantu -ice. Niemiecka nazwa Papritzfelde ma charakter hybrydowy i jest złożeniem dwóch członów: zniemczonej nazwy słowiańskiej Papritz i nazwy pospolitej Feld „pole”.
Rada Języka Kaszubskiego proponuje kaszubską formę nazwy Paprzëce.